# Kay County
Kay County ist ein County im Bundesstaat Oklahoma der Vereinigten Staaten. Der Verwaltungssitz (County Seat) ist Newkirk. Das U.S. Census Bureau hat bei der Volkszählung 2020 eine Einwohnerzahl von 43.700 ermittelt.

## Geographie
Das County liegt im Norden von Oklahoma, grenzt an Kansas und hat eine Fläche von 2448 Quadratkilometern, wovon 68 Quadratkilometer Wasserfläche sind. Es grenzt im Uhrzeigersinn an folgende Countys: Cowley County (Kansas), Osage County, Noble County, Garfield County und Grant County.

## Geschichte
Kay County wurde 1895 aus Teilen des Cherokee Outlet gebildet. Benannt wurde es nach seinem provisorischen Namen, County K. Besiedelt wurde das County durch angloamerikanische Siedler während der vierten offiziellen Land-Besitznahme (Oklahoma Land Run) vom 16. September 1893.
Im County liegen drei National Historic Landmarks, die Miller Brothers 101 Ranch, die Deer Creek Site und die E. W. Marland Mansion. 38 Bauwerke und Stätten des Countys sind im National Register of Historic Places (NRHP) eingetragen (Stand 2. Juni 2018).

## Demografische Daten

Alterspyramide des Kay County

Nach der Volkszählung im Jahr 2000 lebten im Kay County 48.080 Menschen in 19.157 Haushalten und 13.141 Familien. Die Bevölkerungsdichte betrug 20 Einwohner pro Quadratkilometer. Ethnisch betrachtet setzte sich die Bevölkerung zusammen aus 84,16 Prozent Weißen, 1,79 Prozent Afroamerikanern, 7,53 Prozent amerikanischen Ureinwohnern, 0,53 Prozent Asiaten, 0,02 Prozent Bewohnern aus dem pazifischen Inselraum und 1,98 Prozent aus anderen ethnischen Gruppen; 4,00 Prozent stammten von zwei oder mehr Ethnien ab. 4,25 Prozent der Bevölkerung waren spanischer oder lateinamerikanischer Abstammung.
Von den 19.157 Haushalten hatten 31,9 Prozent Kinder unter 18 Jahre, die im Haushalt lebten. 54,7 Prozent waren verheiratete, zusammenlebende Paare, 10,2 Prozent waren allein erziehende Mütter. 31,4 Prozent waren keine Familien, 27,9 Prozent waren Singlehaushalte und in 13,1 Prozent der Haushalte lebten Menschen im Alter von 65 Jahren oder darüber. Die durchschnittliche Haushaltsgröße betrug 2,45 und die durchschnittliche Familiengröße betrug 2,99 Personen.
26,4 Prozent der Bevölkerung waren unter 18 Jahre alt, 8,8 Prozent zwischen 18 und 24, 25,0 Prozent zwischen 25 und 44, 22,8 Prozent zwischen 45 und 64 und 17,0 Prozent waren 65 Jahre oder älter. Das Durchschnittsalter betrug 38 Jahre. Auf 100 weibliche Personen kamen 93,7 männliche Personen. Auf 100 Frauen im Alter von 18 Jahren oder darüber kamen 89,9 Männer.
Das jährliche Durchschnittseinkommen eines Haushalts betrug 30.762 USD und das durchschnittliche Einkommen einer Familie betrug 38.144 USD. Männer hatten ein durchschnittliches Einkommen von 30.431 USD gegenüber den Frauen mit 19.617 USD. Das Prokopfeinkommen betrug 16.643 USD. 12,4 Prozent der Familien und 16,0 Prozent der Bevölkerung lebten unterhalb der Armutsgrenze.